# Điềm mật mật
Điềm mật mật (tiếng Trung: 甜蜜蜜; bính âm: tián mì mì, tiếng Anh: Comrades, Almost a Love Story) là một bộ phim Hồng Kông của đạo diễn Trần Khả Tân được công chiếu lần đầu năm 1996. Tựa đề của bộ phim được lấy từ một bài hát rất được yêu thích của nữ ca sĩ Đặng Lệ Quân. Bộ phim nói về mối tình của hai người Trung Quốc đại lục nhập cư ở Hồng Kông với dàn diễn viên chính gồm Lê Minh, Trương Mạn Ngọc, Tăng Chí Vỹ và Dương Cung Như. Tính cho đến năm 2009 Điềm mật mật vẫn là bộ phim giữ kỉ lục về số giải thưởng tại lễ trao Giải thưởng Điện ảnh Hồng Kông với 9 giải, tác phẩm này cũng chiến thắng ở hạng mục Phim hay nhất và Vai nữ chính xuất sắc nhất tại lễ trao giải Kim Mã của điện ảnh Đài Loan.

## Nhân vật
- Lê Minh trong vai Lý Tiểu Quân
- Trương Mạn Ngọc trong vai Lý Kiều
- Tăng Chí Vĩ trong vai Âu Dương Báo
- Dương Cung Như trong vai Phương Tiểu Đình

## Nội dung
1986, Lý Tiểu Quân và Lý Kiều từ Đại Lục (Trung Quốc) lên Hồng Kông lập nghiệp. Họ tình cờ gặp nhau tại McDonald ở Hồng Kông, khi đó Lý Kiều là nhân viên part-time tại McDonald, còn Tiểu Quân đang phụ việc tại một sạp bán thịt. Thấy Tiểu Quân hiền lành, thật thà, Lý Kiều tìm cách kết bạn để dụ dỗ Tiểu Quân học tiếng Anh nhằm ăn tiền hoa hồng cũng như nhờ vả, lợi dụng những việc vặt khác. Dần dần tình yêu nảy sinh giữa hai người, họ từ ăn chung đã chuyển sang ngủ chung mặc dù cả hai vẫn tự dặn nhau "Chúng ta chỉ là bạn thân" do ngay từ đầu Tiểu Quân đã nói anh có người yêu ở qưới quê rồi.
1990, khi tình yêu đạt đỉnh điểm, cả hai cảm thấy có lỗi với người yêu của Tiểu Quân ở quê nên họ chia tay. Tiểu Quân đón người yêu ở Đại Lục lên Hồng Kông để kết hôn, còn Lý Kiều thì theo sống cùng một tên đại ca giang hồ giàu có (Pao) để tiếp tục giấc mộng làm giàu. Tuy nhiên, thẩm sâu trong lòng mỗi người, tình yêu vẫn luôn bùng cháy. Cho đến một ngày, họ cảm thấy không thể dối lòng mình được nữa nên bàn bạc nhau rằng Tiểu Quân sẽ ly hôn vợ và Lý Kiều sẽ chia tay người tình đại gia. Tuy nhiên, vì không nỡ phụ tình Pao, một người cũng rất thương Lý Kiều và đang bị truy nã ráo riết, Lý Kiều quyết định phụ tình Tiểu Quân để đi theo Pao sang Mỹ mà không lời từ biệt với Tiểu Quân. Tiểu Quân rất đau khổ nhưng vẫn chọn ly hôn vợ vì anh thà sống độc thân chứ không muồn lừa dối vợ mình.
1993, tại Mỹ, Tiểu Quân làm đầu bếp cho nhà hàng người quen còn Lý Kiều thì sống cuộc sống trốn chui trốn lủi cùng Pao, sau đó Pao bị một bọn côn đồ bắn chết khiến Lý Kiều cảm thấy đau buồn. Tình cờ một lần Lý Kiều trên xe taxi về lại Hồng Kông do bị trục xuất thì thấy thấp thoáng Tiểu Quân đang giao hàng nên cô chạy bộ theo, tuy không bắt kịp Tiểu Quân nhưng thoát khỏi đám cảnh sát hộ tống cô trục xuất.
1995, ca sĩ yêu thích của 2 người - Đặng Lệ Quân qua đời, Tiểu Quân đứng trước một tiệm Tivi để theo dõi tin tức về Đặng Lệ Quân thì tình cờ gặp lại Lý Kiều, người cũng đang đứng xem tin tức trước đó.

## Đánh giá và giải thưởng
Sau khi công chiếu Điềm mật mật đã nhận được rất nhiều lời khen ngợi từ giới phê bình. Tại lễ trao Giải thưởng Điện ảnh Hồng Kông lần thứ 16, bộ phim đã chiến thắng tới 9 hạng mục gồm Phim, Đạo diễn, Vai nữ chính (cho Trương Mạn Ngọc), Vai nam phụ (cho Tằng Chí Vĩ), Kịch bản, Quay phim, Thiết kế nghệ thuật, Phục trang và Nhạc phim. Bộ phim cũng giành giải Kim Mã Đài Loan ở hạng mục Phim hay nhất và vai nữ chính xuất sắc nhất. Năm 2005 bộ phim đã được bình chọn ở vị trí thứ 28 trong danh sách 100 phim tiếng Hoa hay nhất trong lịch sử.